# Alfred Christensen
Alfred Grønborg Christensen (Troldhede, 16 de mayo de 1914 - Holstebro, 29 de septiembre de 1996) fue un deportista danés que compitió en piragüismo en la modalidad de aguas tranquilas. Ganó una medalla de plata en el Campeonato Mundial de Piragüismo de 1948.
Participó en los Juegos Olímpicos de Londres 1948, donde finalizó cuarto en la prueba de K2 10 000 m.

## Palmarés internacional
| Campeonato Mundial | Campeonato Mundial    | Campeonato Mundial | Campeonato Mundial |
| Año                | Lugar                 | Medalla            | Evento             |
| ------------------ | --------------------- | ------------------ | ------------------ |
| 1948               | Londres (Reino Unido) | Medalla de plata   | K2 500 m           |